# Veikko Vennamo
Veikko Emil Aleksander Vennamo (jusqu'en 1938 Fennander) (né le 11 juin 1913 à  Jaakkima– décédé le 12 juin 1997 à Helsinki) est un homme politique finlandais, membre de la Ligue agraire (ML) jusqu'en 1959, puis du Parti rural de Finlande (SMP).

## Biographie
Veikko Vennamo commence sa carrière politique à la fin de la Seconde Guerre mondiale. Entre 1944 et 1958, au sein du Ministère de l'Agriculture, il dirige le bureau d'attribution des terres pour les réfugiés de Carélie ainsi que les vétérans, veuves et orphelins de guerre. Vennamo devient député au sein de l'Union agraire en 1945. Entre 1954 et 1956 il occupe un poste dans le cinquième gouvernement Kekkonen. 
Lors de l'élection présidentielle de 1956, Veikko Vennamo dirige la campagne d'Urho Kekkonen, mais leurs relations se détériorent après l'élection de Kekkonen comme président de la République de Finlande.  Vennamo tente de prendre la tête du parti, mais il est battu dans les élections internes, et quitte le parti à la fin 1958.
En février 1959, Vennamo fonde son propre parti, le Parti des petits fermiers de Finlande qui sera rebaptisé, Parti rural de Finlande en 1966. La logique derrière ce changement de nom était de prendre l'électorat du parti du Centre.
Dirigeant historique de ce parti de 1959 à 1979, il se présente à trois reprises à l'élection présidentielle, sans dépasser ses 11 % initiaux (1968). Son parti remporte environ 10 % des sièges au début des années 1970 et dans les années 1980.
Veikko Vennamo est connu pour ses talents d'orateur et son langage coloré mais aussi pour son opposition constante à Kekkonen.
Le fils de Veikko Vennamo, Pekka Vennamo, devient le dirigeant du parti en 1979. Le parti participe à plusieurs coalitions gouvernementales dans les années 1980, ce qui entraîne des tensions au sein du parti et un déclin progressif.
Pekka Vennamo finit par démissionner. 
Certains membres du parti rejoignent alors le Parti du centre, d'autres quittent le parti. En difficulté financière, le parti fait faillite, et plusieurs de ses membres, dont Timo Soini, créent le parti des Vrais Finlandais en 1995 .

## Ouvrages
- (fi) Veikko Vennamo, Reijo Enävaara, Rainer Lemström, Urpo Leppänen, Olavi Tupamäki ja Pekka Vennamo, Asialinjalla, Espoo, Weilin+Göös, 1970
- (fi) Veikko Vennamo & E. Kuitunen, Ajan valtimolla, 1973
- (fi) Veikko Vennamo, Kulissien takaa : elettyä Mannerheimin, Paasikiven, Kekkosen ja Koiviston aikaa, Jyväskylä, Gummerus, 1987, 316 p. (ISBN 951-20-2968-5)
- (fi) Veikko Vennamo & P.O. Väisänen, Jälleenrakennuksen ihme, 1988 (ISBN 951-20-3099-3)
- (fi) Veikko Vennamo, Kekkos-diktatuurin vankina, Jyväskylä, Gummerus, 1989 (ISBN 951-20-3237-6)
- (fi) Aarni Virtanen, Vennamo, mies ja hänen puoluensa, Helsinki, Art House, 2018